# Chlorophytum serpens
Chlorophytum serpens är en sparrisväxtart som beskrevs av Sebsebe Demissew och Inger Nordal. Chlorophytum serpens ingår i släktet ampelliljor, och familjen sparrisväxter. Inga underarter finns listade i Catalogue of Life.